# Kostel svatého Jana Nepomuckého (Krahulčí)
Kostel svatého Jana Nepomuckého je římskokatolický chrám u obce Krahulčí v okrese Jihlava. Je chráněn jako kulturní památka České republiky. Je filiálním kostelem telčské farnosti.

## Historie
Poutní kostel na návrší nad Telčí, u cesty z Telče do Krahulčí, byl postaven v letech 1726–1729, financoval jej František Antonín z Liechtensteinu-Kastelkornu se svou ženou Marií Annou z Hallweilu. Vysvěcen byl 4. července 1729, tedy asi čtyři měsíce po svatořečení Jana Nepomuckého.
Dne 10. června 1830 ve 21 hodin vypukl po úderu blesku do severní věže požár, při němž shořela tašková střecha a krovy, poškozeny byly i zvony. Po požáru byla odstraněna středová kopule kostela. Dne 18. srpna 1934 došlo při bouři k dalšímu požáru. Blesk uhodil do věží, které se zřítily na střechu a těžce ji poškodily. Opravy probíhaly až do listopadu 1935. 
V letech 1991–1992 byla provedena generální oprava kostela, při níž byl do kostela zaveden elektrický proud a střechy věží byly pobity měděným plechem.

## Popis
Kostel je jednolodní orientovaný výrazně vertikální barokní chrám o půdorysu nerovnoramenného kříže, nad jehož středem se původně nacházela kopule či lucerna (její otvor je dodnes patrný), se šesti okny. Ve štítu boční lodi se nachází slepé oválné okno.[zdroj⁠?!] Kněžiště kostela je odsazené a půlválcově zakončené, nad východním průčelím je dvojice věží. Při vstupu je portál s kamenným ostěním, v němž se nachází kartuš s aliančním erbem zakladatelů. Stavba je ukončena sedlovou, v chórové části valbovou střechou.[zdroj⁠?!] K jižní straně presbytáře přiléhá nedokončené jedno křídlo budovy se čtyřmi místnostmi, v níž se také nachází sakristie. V samotné budově v minulosti bydlel panský hajný, nicméně údajně se mělo jednat o pokus o založení františkánského kláštera. Toto tvrzení však není možné potvrdit, neboť dosud nebyly nalezeny žádné prameny, které by tak mohly učinit.
Okna v lodi jsou prolomena ve střední části výšky kostela, nikoliv u klenby. To v divákovi zanechává pocit, že je kostel nižší, než ve skutečnosti.
Hlavní oltář je zasvěcen svatému Janu Nepomuckému, zobrazena je glorifikace světce. Ve výklencích bočních kaplí jsou další dva oltáře opatřené menzami. V každém z nich se nachází obraz, jejichž autorem byl Francois de Röettiers. Obraz v jižní kapli představuje svatého Františka z Assisi, na obrazu v severní kapli svatý Jan[kdo?] děkuje Svaté trojici za dodání síly k plnění svých povinností.